# Kaptensudden, Djurgården

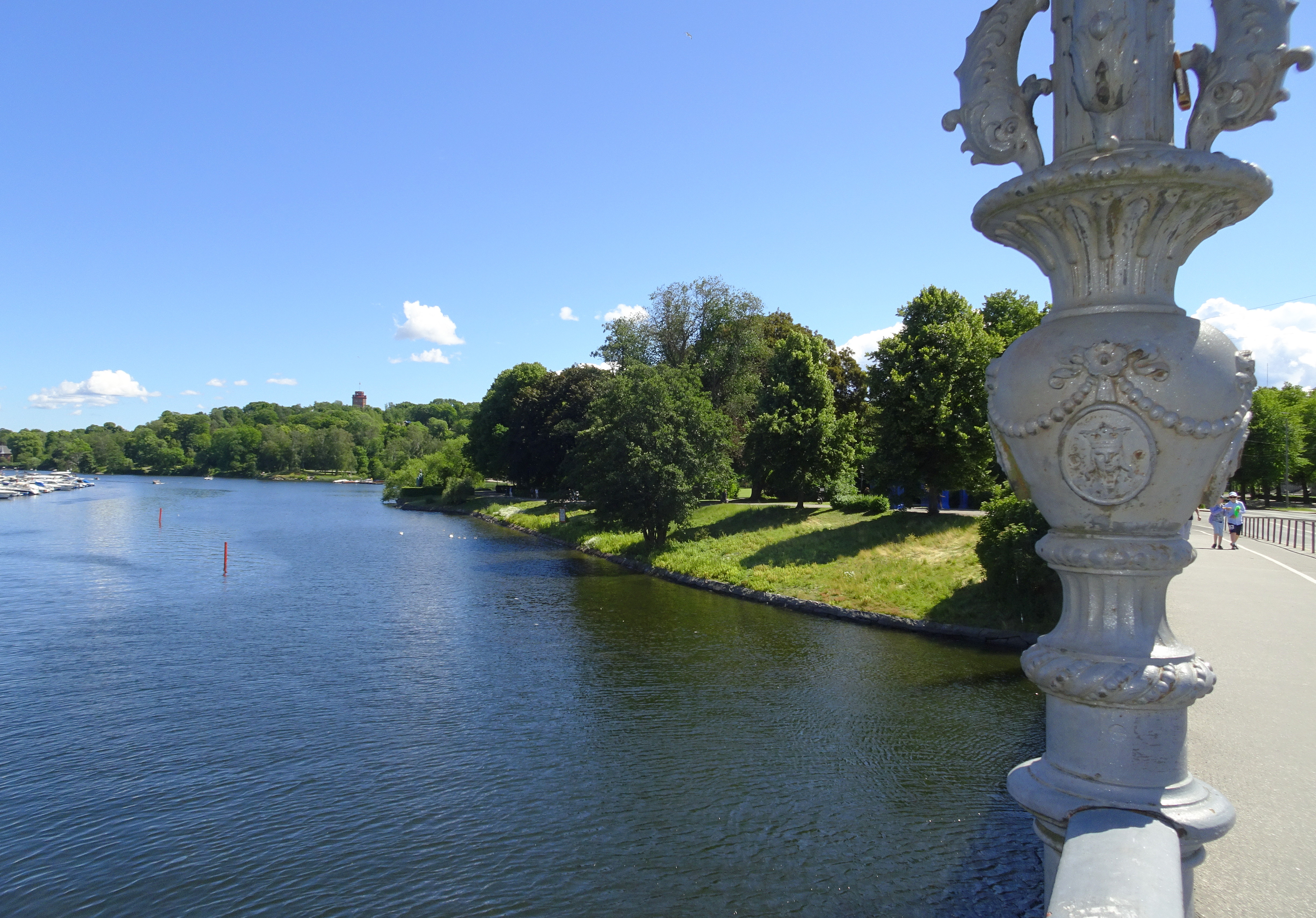
Kaptensudden och Djurgårdsbrunnsviken sedda från Djurgårdsbron, juli 2020.

Kaptensudden kallas ett område vid Djurgårdsbrons södra brofäste mot Djurgårdsbrunnsviken på Södra Djurgården i Stockholm. På udden stod Pontinska villan och Rundmålningsbyggnaden. Sedan 1910 är udden ett parkområde och sedan 1916 står här Eldhs Wennerberg-staty.

## Historiska kartor

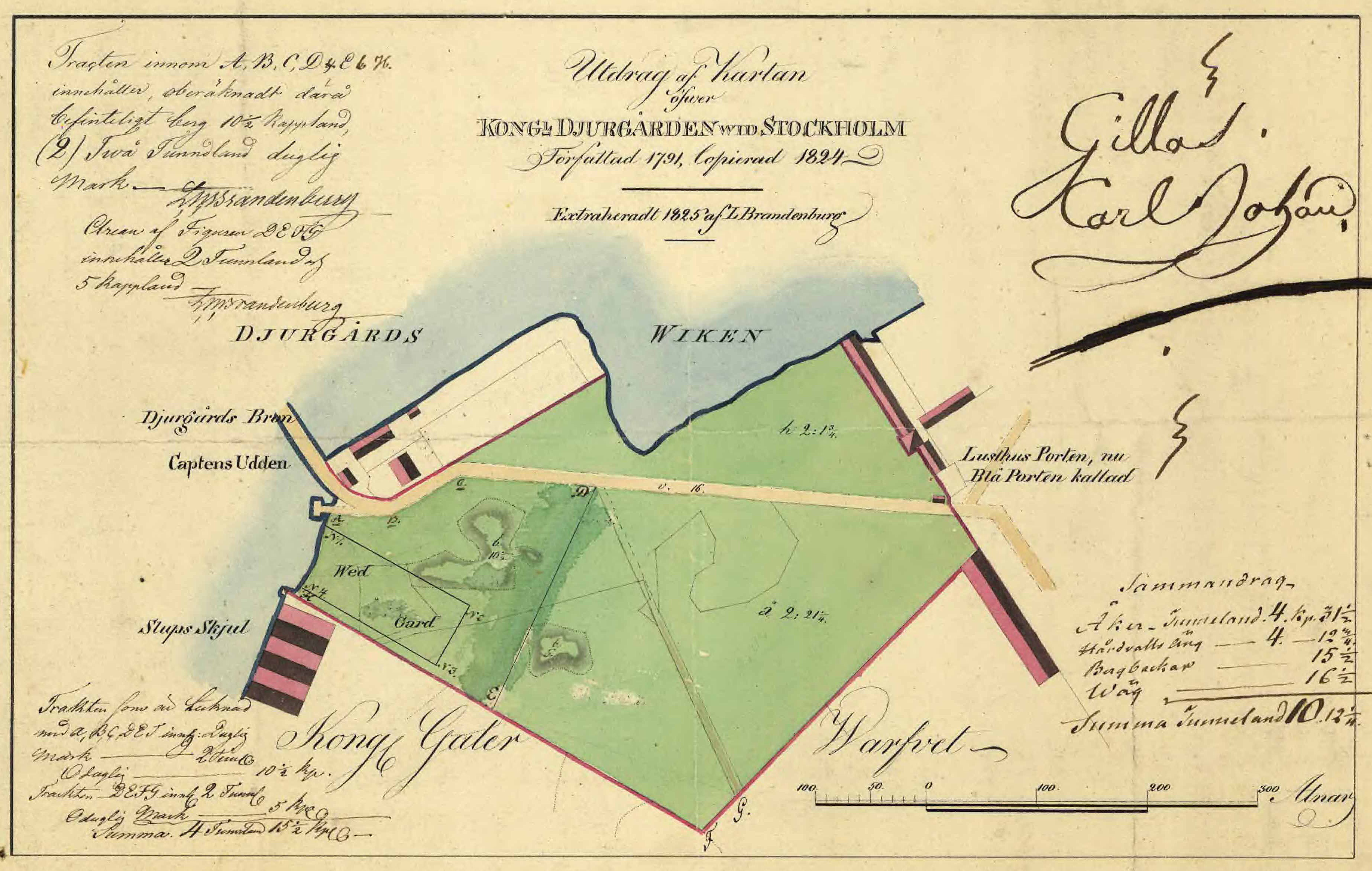
"Captens Udden" 1791.
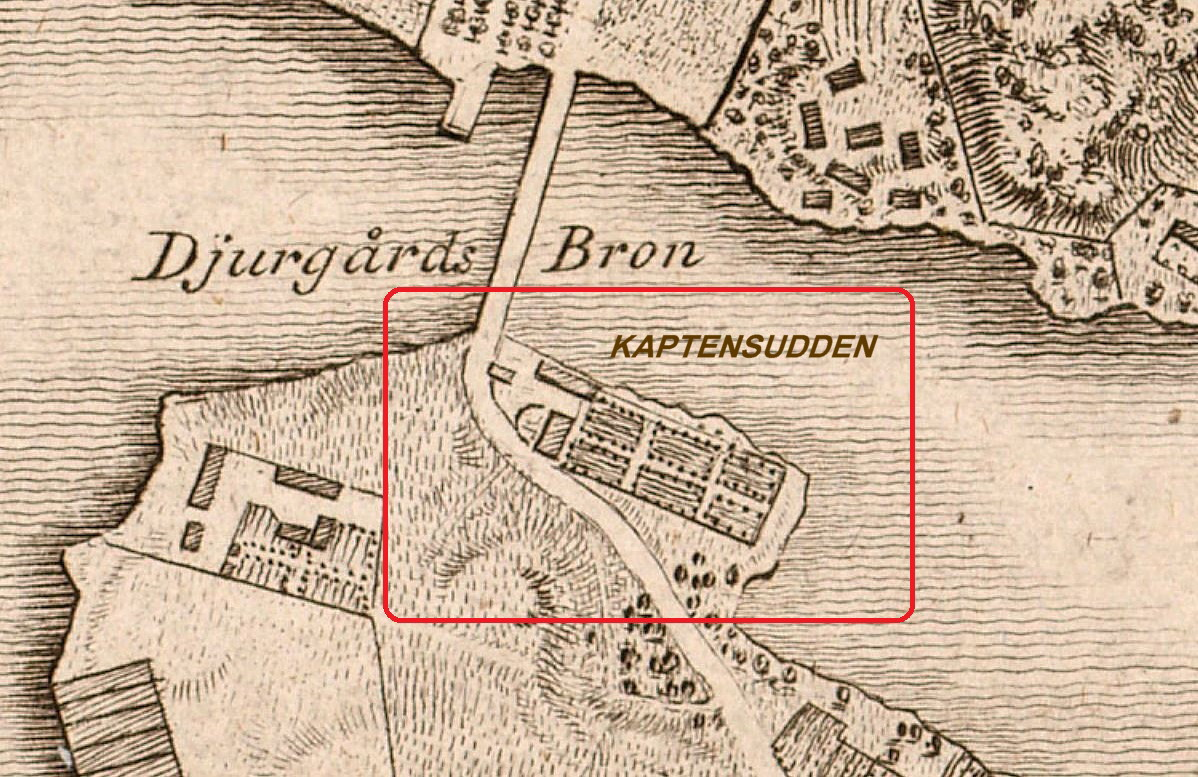
Kaptensudden 1805.
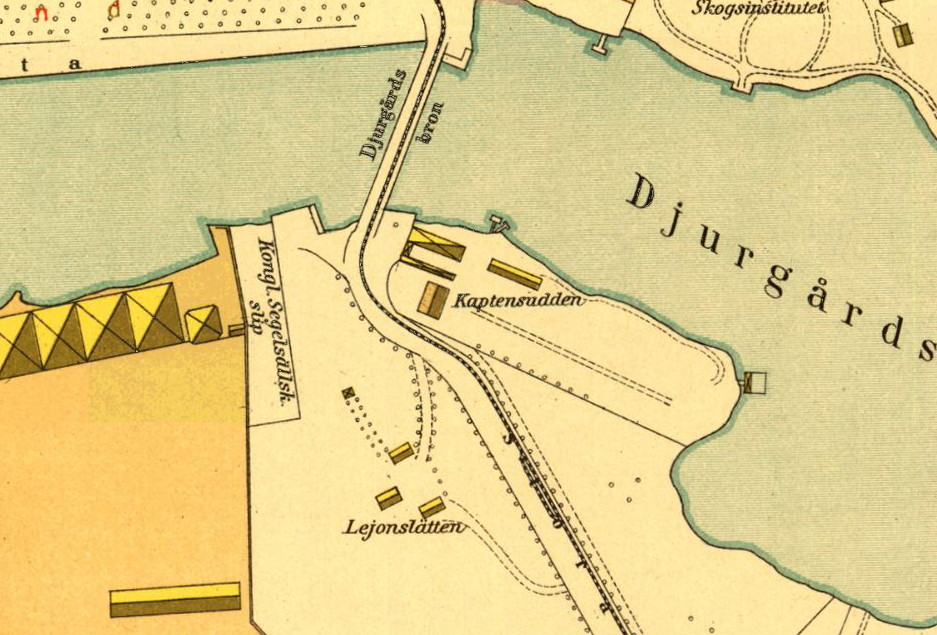
Kaptensudden 1885.
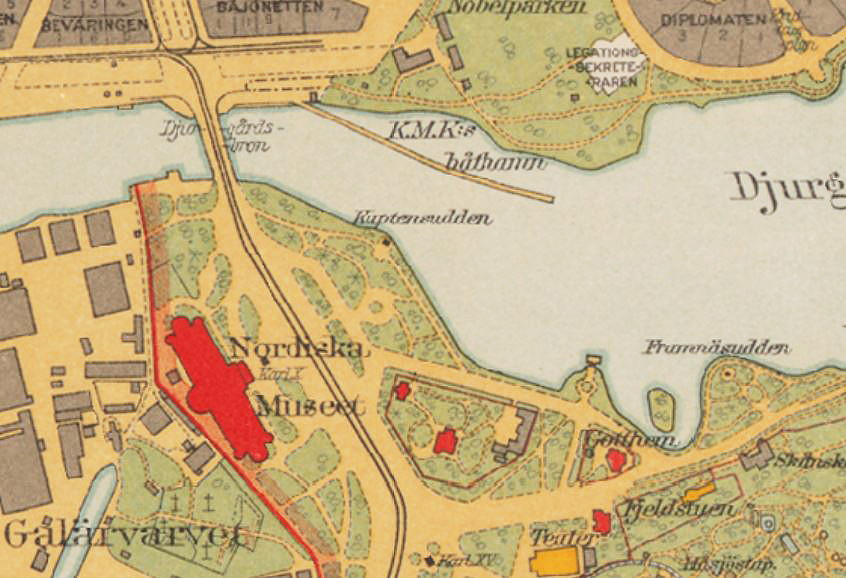
Kaptensudden 1934.

## Historik

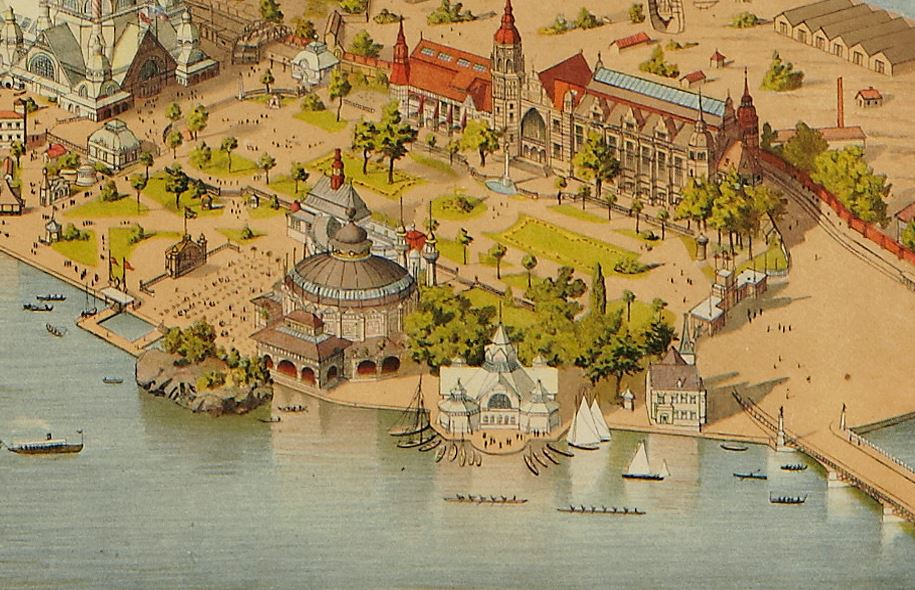
Kaptensudden under Stockholmsutställningen 1897.

Anledningen till namnet är okänt. Området omnämns på en karta från 1791 som Captens Udden. Ursprungligen låg här ett kruthus. Efter 1736 fick Djurgårdsinspektorn Stenberg fritt förfoga över detta område. I gengäld fick han övervaka och underhålla gamla Djurgårdsbron som vid den tiden låg lite längre österut än dagens. Vid brons södra brofäste där vägen mot Djurgården tog en tvär sväng mot sydost lät Stenberg uppföra ett stort putsat stenhus i två våningar. 
Huset blev sedermera känt som Pontinska villan, uppkallat efter protokollsekreteraren Lars Constans Pontin (1800–1891). Udden ägdes efter 1885 av Allmänna Rundmålningsaktiebolaget som strax öster om villan uppförde Rundmålningsbyggnaden, en 20-sidig panoramabyggnad där man visade cykloramor.
Kaptensudden ingick i Allmänna konst- och industriutställningen 1897 och på platsen för Pontinska villan uppfördes utställningens administrationsbyggnad vilken revs efter utställningen. På uddens östra sida skedde utfyllningar och udden blev mindre utpräglad. 

### Arkitekttävling
Efter utställningen utlystes en arkitekttävling om hur udden skulle bebyggas. Första pris gick till arkitekt Lars Israel Wahlman med sitt förslag "Karlavagnen". Bakom andra priset, märkt "Stockholm", stod arkitekt Gustaf Wickman som visade en pampig entrébyggnad till Lejonslätten. Tredje priset gick till Gustaf Améen med "Sport". Inget av förslagen kom att realiseras. Rundmålningsbyggnaden stod kvar till 1906 då även den revs. Udden kom 1908 i Djurgårdsförvaltningens ägo. 1910 började den planteras och integreras i Lejonslätten. Sedan 30 april 1916 står här Eldhs Wennerberg-staty.

### Förslag till bebyggelse på Kaptensudden

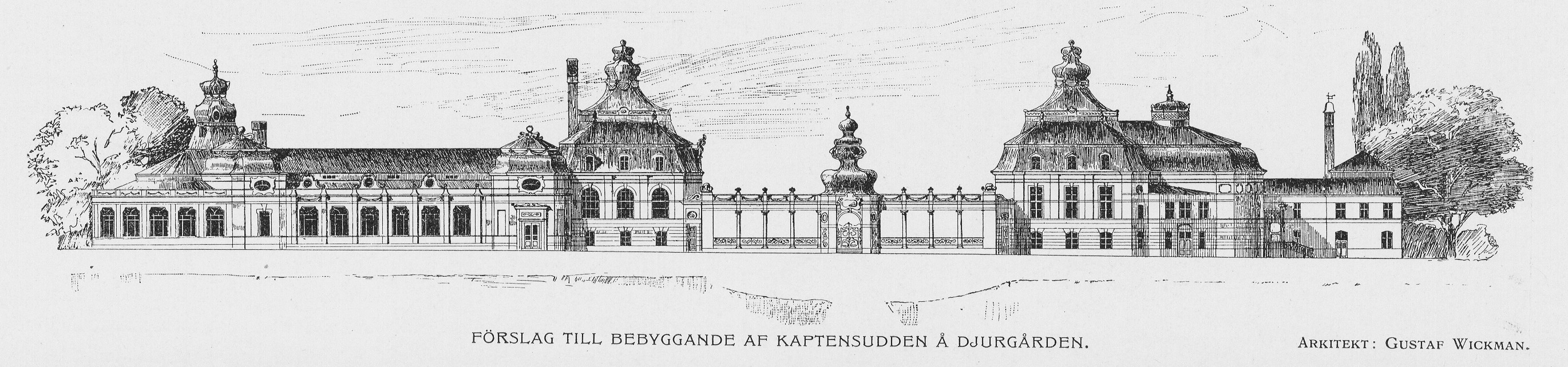
Gustaf Wickmans förslag till bebyggande av Kaptensudden, 1901.